# Felix Schier

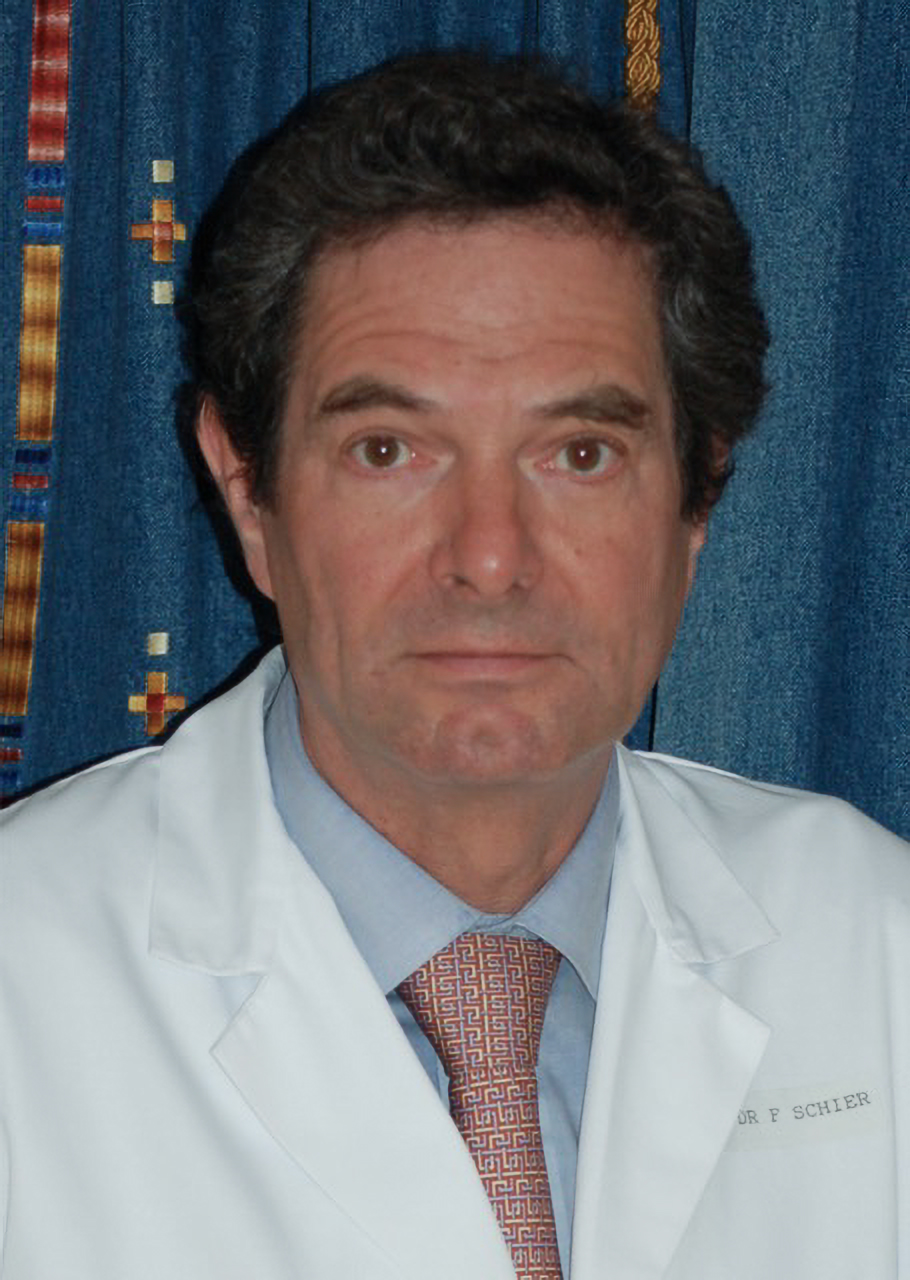
Porträtbild von Felix Schier

Felix Schier (* 1949 in Tuttlingen) ist ein deutscher Arzt, ehemaliger Lehrstuhlinhaber und Direktor der Kinderchirurgischen Universitätskliniken in Jena und in Mainz. Seit 2013 ist er pensioniert.

## Leben
Felix Schier studierte zunächst Musik in Stuttgart und ab 1971 Medizin in Freiburg im Breisgau. 1978 absolvierte er eine Ausbildung zum Facharzt in Chirurgie an den Universitätskliniken Erlangen und Basel. 1982 folgte die Ausbildung zum Facharzt für Kinderchirurgie am Children’s Hospital der Harvard-Universität, Boston, USA, die er an der Universitätsklinik Münster abschloss. Dort erfolgte 1988 die Habilitation im Fach Chirurgie. 1992 wurde er Außerplanmäßiger Professor für Chirurgie an der Universitätsklinik Benjamin Franklin der Freien Universität Berlin.
Am Klinikum Benjamin-Franklin in Berlin sah Schier bei erwachsenen Patienten erstmals die damals neu aufkommende Minimalinvasive Chirurgie. Die ersten Instrumente waren für Erwachsene konzipiert, also viel zu massiv für Kinder, speziell für Neugeborene. Schier bat deshalb die Hersteller um die Entwicklung kleinerer Instrumente, bis zu 1,7 mm Durchmesser. Dabei half ihm seine Herkunft aus Tuttlingen, der „Welthauptstadt der Medizintechnik“. Diese kleinen Instrumente setzte er dann auch bei großen Eingriffen sowie bei Neugeborenen ein und publizierte seine Erfahrungen damit.
1995 wurde Schier Ordinarius für Kinderchirurgie an der Universität Jena (1995 bis 2003), dann 2003 bis 2013 an der Universität Mainz. 
Schier verfasste mehrere Bücher, Dutzende von Buchbeiträgen und rund 140 Publikationen. In der Folge wurde er international als Gast-Chirurg und Redner eingeladen. Sein am weitesten verbreitetes Buch ist Laparoscopy in children. Er hielt viele Vorträge und war weltweit als Gastchirurg bei Operationen tätig.
Er war Mitherausgeber bzw. Reviewer bei international relevanten kinderchirurgischen Zeitschriften; außerdem war er Mitglied im Präsidium und im Vorstand der Deutschen Gesellschaft für Kinderchirurgie, Vorstand der Deutschen Akademie für Kinderchirurgie, Herausgeber des Mitteilungsblattes der Deutschen Gesellschaft für Kinderchirurgie, Overseas Council Member der British Association of Paediatric Surgeons, geschäftsführender Direktor aller Chirurgischen Kliniken der Universität Jena, Sprecher des Konvents der kinderchirurgischen Hochschullehrer, Stellvertretender Ärztlicher Direktor der Universitäts-Kliniken Mainz und Sprecher des chirurgischen regionalen Studienzentrums Mainz.

## Trivia
Schier besaß amerikanische und europäische Lizenzen als Hubschrauberpilot. Zweimal nahm er an Fahrten des Forschungsschiffs Polarstern in die Arktis als Hubschrauberpilot teil. Nach seiner Pensionierung war er als Pilot noch bis zur fliegerischen Altersgrenze bei der Schweizerischen Luftrettungsgesellschaft Air Glacier in Lauterbrunnen tätig. Er lebt in der Schweiz.

## Werke
- Jürgen Waldschmidt, Bernd Hamm, Felix Schier: Das akute Skrotum. Hippokrates-Verlag, Stuttgart 1990, ISBN 3-7773-0955-9.
- F. Schier, S. Giggel: Thorakoskopische Korrektur einer Ösophagusatresie mit 2-mm-Instrumenten. In: Thüringer Ärzteblatt. Band 14, 2003, S. 272–276.
- Laparoscopic Inguinal hernia Repair - a Prospective Personal Series of 542 Children. In: J Pediatr Surg. Band 41, 2006, S. 1081–1084.
- The laparoscopic spectrum of inguinal hernias and their recurrences. In: Ped Surg Intern. Band 23, 2007, S. 1209–1213.
- C. Burgmeier, F. Schier: The role of laparoscopy in the treatment of duodenal obstruction in term and preterm infants. In: Pediatr Surg Int. Band 28, Nr. 10, 2012, S. 997–1000.
- Felix Schier, Salmai Turial: Laparoscopy in Children. Springer, Berlin 2013, ISBN 978-3-642-37637-5.